# 洪范池镇
洪范池镇，是中华人民共和国山東省济南市平阴县下辖的一个乡镇级行政单位。

## 行政区划
洪范池镇地处山东省济南市平阴县境西南端，距县城30公里，东西最大距离11.2公里，南北最大距离12公里， 面积115平方公里。主要河流是浪溪河，境内流长18公里。山丘占70%，沟谷坡地占30%。
洪范池镇下辖以下地区：
东池村、西池村、大寨村、丁泉村、白雁泉村、长尾崖村、郭沟村、大黄崖村、小黄崖村、陶峪村、辛庄村、前杨河村、后杨河村、纸坊村、刘庙村、南张庄村、苗海村、杜庄村、谢庄村、周河村、书院村、东峪北崖村、东峪南崖村、张海村、南侯庄村、王山头村、臧庄村、周庄村、西北李村、阎庄村、陈庄村、任庄村、南李山头村和南刘庄村。

## 人口
2010年中国第六次人口普查时，洪范池镇共有人口20762人。共有家庭6892户，平均每户3.00人。14岁以下的少年儿童共2877人，占总人口13.85%；15-64岁人口共14704人，占总人口70.82%；65岁及以上的老年人共3181人，占总人口的15.32%。男性共计10243人，占总人口49.33%；女性共计10519人，占总人口50.66%。本地居住的人口中，拥有本地户籍的人口为20214人，占97.36%。